# Chiese di Velletri

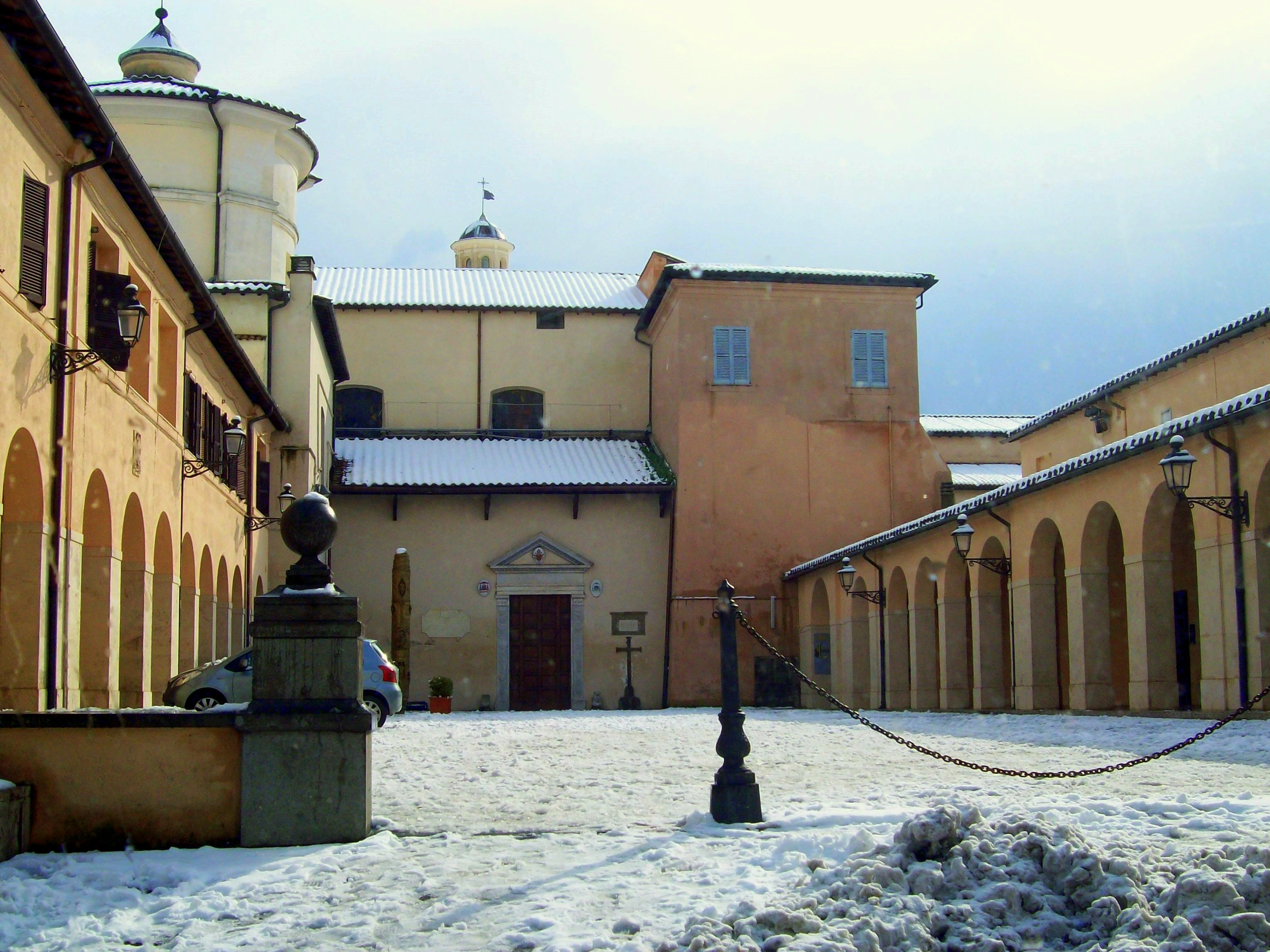
La Cattedrale di San Clemente, prima Basilica minore della Chiesa universale

- Basilica Cattedrale di San Clemente; edificata nel IV secolo sui resti di un ipotetico tempio pagano dedicato a Marte, l'attuale aspetto è dovuto ai restauri del XIII secolo e del XVII secolo. Vi si venera una Madonna delle Grazie. Interessante è la cripta sotterranea, scavata nel XIV secolo. Adiacente alla chiesa, nel Complesso di San Clemente, è ospitato il Museo Diocesano con interessanti reperti. (Vedi Cattedrale di San Clemente (Velletri))

- Chiesa di Santa Maria del Trivio; menzionata a partire dal XV secolo, l'attuale aspetto le è stato dato dall'architetto Carlo Maderno che l'ha progettata nel 1652. (Vedi Chiesa di Santa Maria del Trivio (Velletri))

- Chiesa di San Martino; menzionata la prima volta al tempo di papa Alessandro II nel 1065. Originariamente di gotica architettura, nel 1616 venne concessa ai PP. Somaschi, che fondarono attiguamente alla chiesa un convento ed un ospizio. Danneggiata dal tempo e dalla battaglia di Velletri del 1744, venne ricostruita nell'attuale aspetto dall'architetto Nicola Giansimoni, mentre la facciata venne terminata nel 1825 su disegno dell'architetto Matteo Lovatti.
Il 10 maggio 1491 venne commissionata ad Antoniazzo Romano un'immagine con la Madonna con il Bambino detta Madonna della Carità da porre nella chiesa di S. Martino. Il 25 febbraio 1569 con la nascita della Confraternita della Carità, il popolo veliterno prese ad appellare quella Madonna come Madonna della Carità. La festa si celebrava la domenica in Albis, solo nel 1838 grazie al Cardinale Bartolomeo Pacca è stata riformata e portata alla prima domenica di settembre con la processione alla vigilia. Dal 1816 con il trasferimento della Confraternita la Madonna si venera a S. Apollonia.

- Chiesa di San Giovanni in Plagis; sede della potentissima Confraternita del Gonfalone, che vi venne ospitata fino al 1807 con l'editto di soppressione degli ordini religiosi da parte del governo francese, prima che dal 1815 il Comune non vi stabilisse il cimitero. La chiesa era situata fino al XIX secolo in un'area deserta all'interno delle mura, come ben rappresentato da varie vedute di Velletri nel XVII secolo.

- Chiesa di San Giovanni Battista; situata anticamente presso l'area di porta Romana, era adiacente all'antico ospedale. Originariamente retta dalla Confraternita del Gonfalone di San Giovanni in Plagis, in seguito passata ai PP. Fatebenefratelli, è stata rasa al suolo nel corso dei lavori di creazione dell'attuale piazza Giuseppe Garibaldi. Un'altra chiesa dedicata a San Giovanni Battista è stata costruita tra il 1981 ed il 1994 nei quartieri residenziali della nuova espansione di Velletri.

- Chiesa dei Cappuccini.

- Chiesa della Coroncina.

- Chiesa di sant'Antonio Abate.

- Chiesa di San Lorenzo.

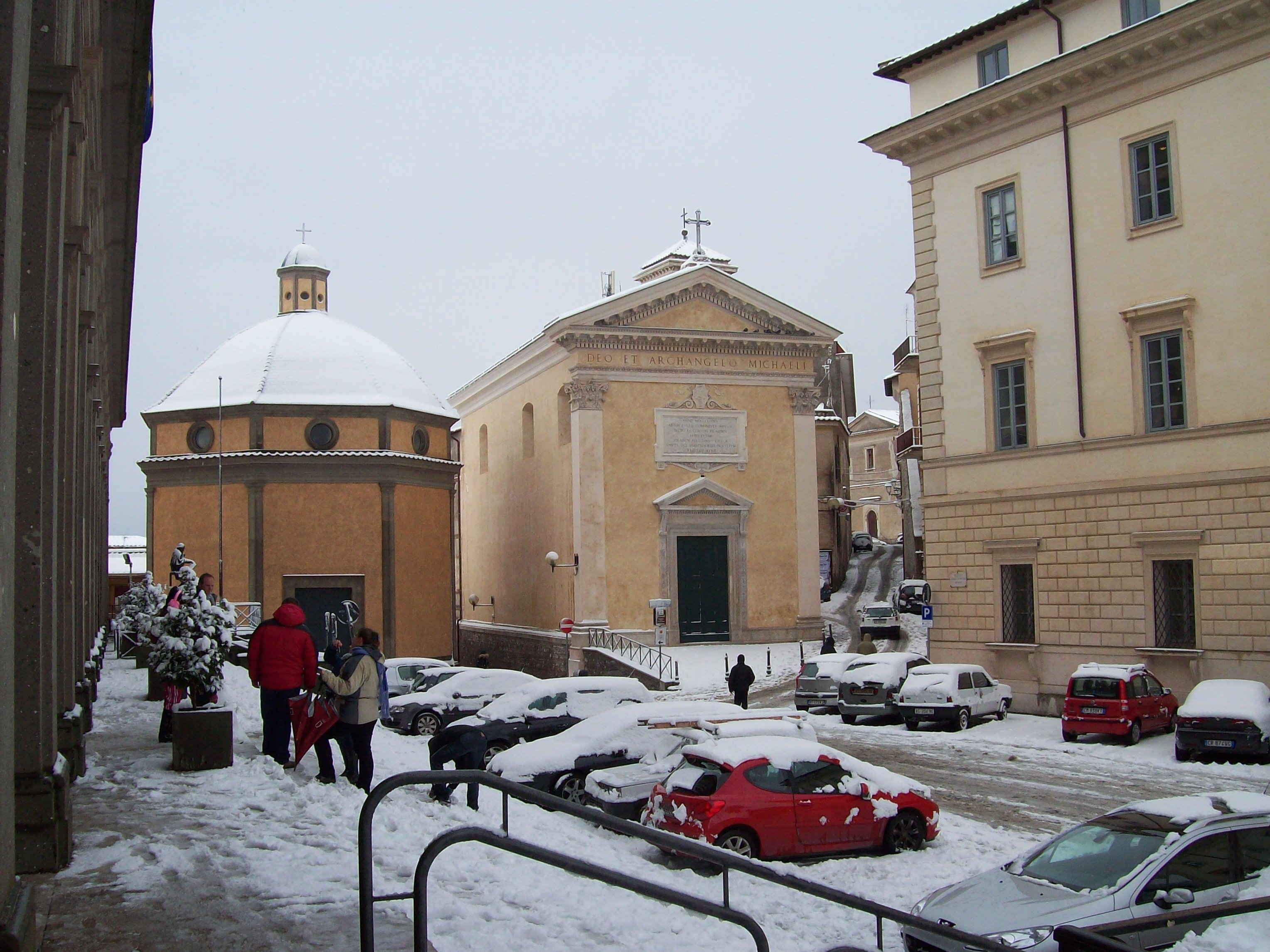
L'Oratorio di Santa Maria del Sangue e la chiesa di San Michele Arcangelo

- Chiesa dei SS. Apostoli Pietro e Bartolomeo.

- Chiesa di San Michele Arcangelo.

- Chiesa di San Salvatore.

- Chiesa di San Francesco.

- Chiesa di San Apollonia.

- Oratorio di Santa Maria del Sangue; l'origine della chiesa, dedicata a Maria SS.ma del Sangue, è dovuta, secondo la tradizione, ad un fatto miracoloso avvenuto il 6 giugno 1516, quando un'immagine della Madonna lacrimò sangue. Il popolo volle edificare un tempio per venerare l'immagine miracolosa, e così nel 1524 iniziò la costruzione della chiesa, che verrà consacrata in seguito nel 1579. Il tempietto è di forma ottagonale con pilastri e cornici di peperino, con otto finestre tonde; fu restaurato nel 1954 da Giuseppe Zander che ne modificò il tetto facendolo iniziare sopra le finestre circolari. Sopra l'ingresso vi era una piccola lapide recante la scritta "Horologium Berosianum erutum ex agro Veliterno", che sormontava un'antica meridiana, l'orologio Berosiano, donato dal cardinale Stefano Borgia alla confraternita dei Pellegrini e Convalescenti. Sia la lapide che la meridiana vennero sostituiti con un'iscrizione che ricordava i caduti della prima guerra mondiale. All'interno del tempietto vi erano tre altari: in quello centrale vi era un grande crocifisso intagliato a Roma nel 1579, mentre in quello a sinistra vi è un affresco raffigurante la Madonna col Bambino. Secondo la tradizione sarebbe questo il dipinto miracoloso.